# Harry Dolph
Harry Arthur Dolph (Kalamazoo, 12 maart 1918 – Marietta, 12 juni 1994), ook bekend als Harry Arthur Clark, was een Amerikaanse boordschutter van de B24-bommenwerper, "True Love", die op 15 augustus 1944 neergehaald werd door een Duitse Messerschmitt en neerstortte in Havelte, Drenthe.
Dolph wist zich met zijn parachute te redden en werd opgevangen door de ondergrondse die hem via Steenwijk naar Meppel bracht waar hij een vervalst persoonsbewijs kreeg van verzetsstrijder Peter van den Hurk die hem vervolgens hielp aan verdere onderduikadressen.
Dolph bracht acht maanden door op diverse plaatsen in bezet Noord-Nederland tijdens de Tweede Wereldoorlog, verborgen door het verzet. Hij ontmoette in een van de schuilplaatsen de eveneens neergeschoten Amerikaan Jim Moulton, een staartschutter. Er is door het verzet geprobeerd om beide mannen via de Wadden-plaat Engelsmanplaat te laten ontkomen naar Engeland maar dit mislukte omdat de boot uit Engeland na twaalf dagen nog steeds niet gearriveerd bleek. De mannen brachten de laatste oorlogsmaanden door ondergedoken in Dokkum en Birdaard in Friesland.
Toen de Canadese bevrijders het gebied bereikten, voegden ze zich bij deze troepen en vochten op het laatst met hen mee tegen de Duitse bezetter. Dolph schreef over zijn ervaringen een boek, "The Evader" (1991, Eakin Press, Austin Texas)